# Большая стена

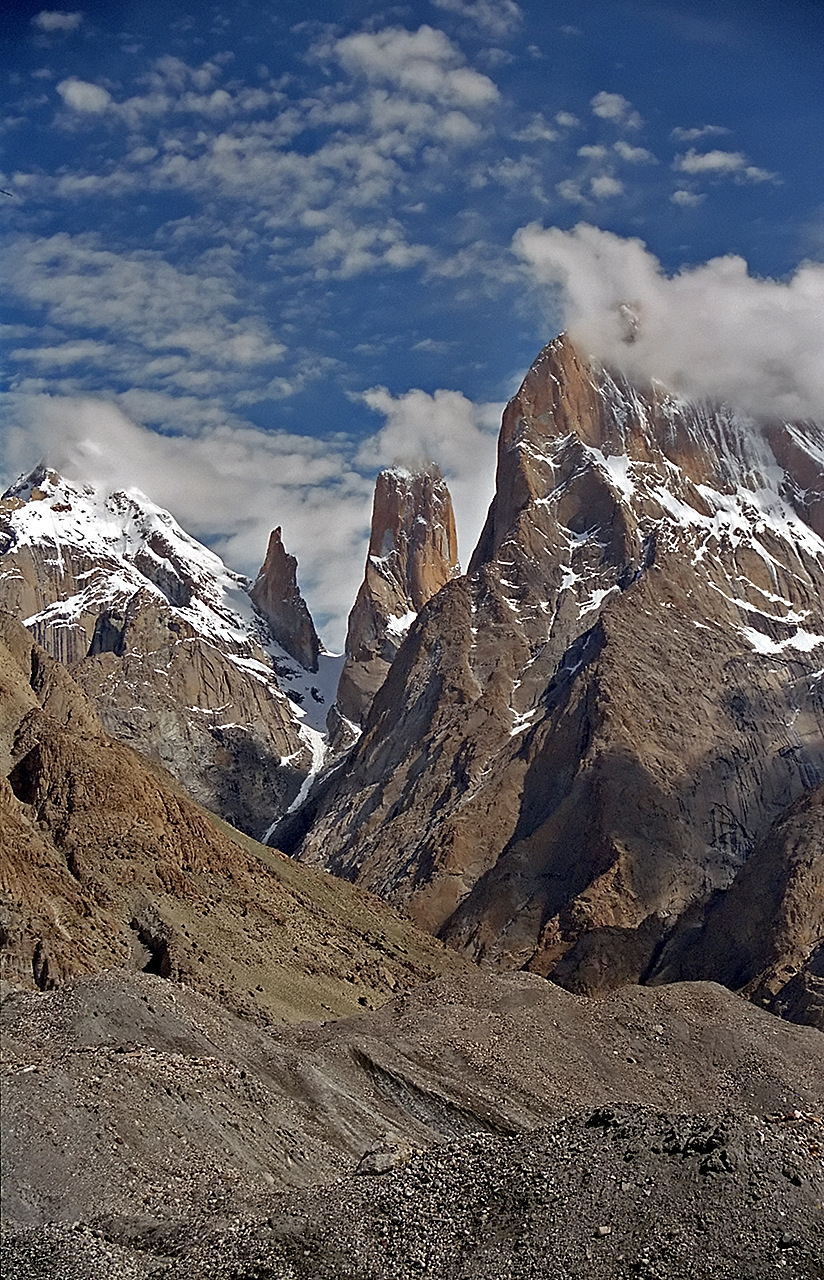
Район Транго Тауэрс в Каракоруме, в котором альпинистами пройдены большие стены

Большая стена или Big Wall — класс альпинистских восхождений, целью которых является покорение вершины по маршруту, проходящему по вертикальной стене, скальной, ледовой, или комбинированной, большой протяжённости (с перепадом высот в 1000 метров и более). Как правило, требуется больше одного дня на прохождение маршрута. При этом предполагаются ночевки в подвесных платформах, все снаряжение необходимо поднимать с собой.
Восхождения такого класса являются восхождениями высочайшей технической сложности. 
Как правило, прохождение стенного маршрута высокой сложности начинается с разведки, при которой исследуется район будущего восхождения, климатические условия, роза ветров. Особое внимание уделяют визуальному изучению маршрута с помощью оптических приборов, зарисовка с последующим анализом мест возможной ночёвки на стене, лавиноопасных и камнепадопасных мест, возможных путей аварийного схода с маршрута. Как правило длина маршрута оценивается в «верёвках», то есть в количестве участков маршрута, которые проходятся со страховкой на длину одной веревки (стандартная длина веревки — 50 метров).

## История
История Больших стен началась в 1957 г. в США в национальном парке Йосемити с технического прохождения Полукупола (Half Dome) по маршруту, известному сегодня, как Северо-западная стена (Regular Northwest Face) связкой из троих альпинистов — Рояла Роббинса, Майка Шеррика (Mike Sherrick) и Джерри Голлваса (Jerry Gallwas). Их восхождение заняло 5 дней, сейчас этот маршрут проходится свободным лазанием за несколько часов.

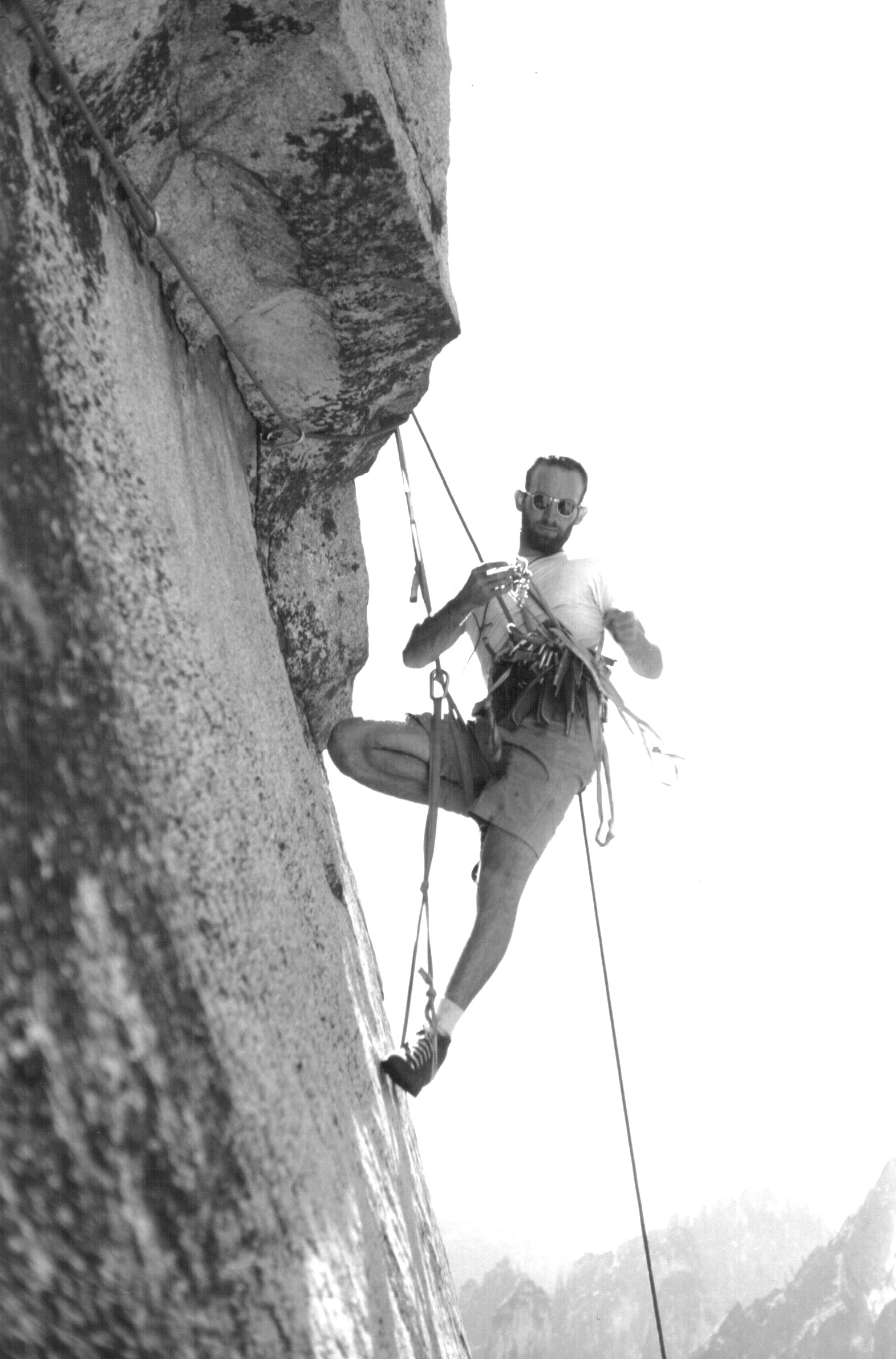
Роял Роббинс (Royal Robbins) лидирует на третьей веревке на маршруте Salathé Wall на Эль Капитане в Йосемити в 1961 г. Фото Тома Фроста (Tom Frost).

Второй покоренной большой стеной стал Эль Капитан по маршруту Нос (The Nose) в 1958 г. Варреном Хардингом (Warren Harding), Вайоном Мерри (Wayne Merry) и Джорджем Визмором (George Whitmore). Они прошли его за 47 дней, используя тактику «осады» и навешивая веревки на стену по всей длине маршрута. Следующее прохождение этого маршрута было сделано в 1960 году за 7 дней без использования тактики «осады» Роялом Роббинсом, Джо Фитченом (Joe Fitschen), Чаком Праттом (Chuck Pratt) и Томом Фростом (Tom Frost). В 1969 г. было сделано первое одиночное восхождение на Эль Капитан по маршруту Нос Томом Бауманом (Tom Bauman). Первое прохождение за один день было сделано в 1975 г. Джоном Лонгом (John Long), Джимом Бридвеллом (Jim Bridwell) и Билли Вэстбэйем (Billy Westbay). Первое прохождение свободным лазанием сделала Линн Хилл (Lynn Hill) в 1993 г. Сегодня маршрут проходится альпинистами разного уровня подготовки с успешностью около 60 % обычно за 4-5 дней.

## Специальное снаряжение
В последние несколько десятилетий техника прохождения больших скал претерпела заметный прогресс благодаря усовершенствованию снаряжения для альпинизма и улучшения техники лазания. Для прохождения протяженных технических маршрутов были разработаны специальные приспособления для транспортировки и бивуака в условиях нависающей или вертикальной стены, которые используются в дополнение к стандартному снаряжению.
Для транспортировки используются баулы разных размеров, чаще всего, водонепроницаемые. Для их подъема необходима дополнительная веревка — статика (толщиной 8-10 мм в зависимости от веса снаряжения) или динамика, которая может использоваться в качестве запасной основной веревки.
Для ночевки используются платформы. В дополнение к платформе или вместо неё используется бивакзак, который защищает от дождя, ветра и конденсата.
Также необходимо учесть отправление естественных потребностей на стене и взять специальный контейнер для нужд туалета.